# كوتونو ميتسويشي
كوتونو ميتسويشي (三石琴乃 ميتسويشي كوتونو) هي ممثلة يابانية ولدت في 8 ديسمبر 1967 في طوكيو.

## أدوارها في الأنمي

### مسلسلات أنمي تلفزيونية
- سيلور مون - أوساغي تسوكينو/سيلور مون
- سيلور مون R - أوساغي تسوكينو/سيلور مون
- سيلور مون S - أوساغي تسوكينو/سيلور مون
- سيلور مون SuperS - أوساغي تسوكينو/سيلور مون
- سيلور مون سيلور ستارز - أوساغي تسوكينو/سيلور مون
- سيلور مون كريستال Season III - أوساغي تسوكينو/سيلور مون
- نيون جينيسيس إيفانجيليون - ميساتو كاتسوراغي
- أوروتشوبان إيبيتشو - إيبيتشو
- NOIR - ميري بوكي
- MADLAX - والدة مارغريت برتون
- إل كازادور - الزعيمة
- ون بيس - بوا هانكوك
- فروتس باسكت - كاغورا سوما
- إكسل ساغا - إكسل
- خيميائي الفولاذ - غريسيا هيوز
- حكايات أشباح المدرسة - كاياكو ميانوشيتا/كاياكو كامياما
- شعلة ريكا - كاغيرو/كاغيهوشي
- ناباري نو أو - هانابوسا سيكي
- فيوتشر GPX سايبر فورميولا - أسوكا سوغو
- البدلة المتنقلة جاندام سيد - مارو رامياس، هارو, الراوية
- البدلة المتنقلة جاندام سيد ديستني - مارو رامياس، هارو
- هزيم الرعد - سيموني
- إنجليك لاير - شوكو أسامي
- كليمور - جين
- i-wish you were here- - ميتسوكي
- أولينسيس الفضي - دومينيك
- أوتينا فتاة الثورة - جوري أريسوغاوا
- سلايرز إيفولوشن-آر - غدوزا
- تيلز أوف إيتيرنيا ذي أنيميشن - إكسسيا
- غايست كراشر - راوندا
- ما بعد الحرب جاندام إكس - تونيا مام
- غريت تيتشر أونيزوكا - أورومي كانزاكي
- بوكيمون - ديتو
- فصل الاغتيال - هيرومي شيوتا
- دانغانرونبا 3: نهاية أكاديمية قمة الأمل - بيكو بيكوياما
- شينكانسن هينكي روبو شينكاليون - ميساتو كاتسوراغي
- تاكت أوب ديستني - أورفيوس في الجحيم
- جوجوتسو كايسن - مي مي

### أنمي الإنترنت
- سيلور مون كريستال - أوساغي تسوكينو/سيلور مون

### أوفا أنمي
- بيردي الخارقة - بيردي

### أفلام أنمي
- إيفانجيليون: الموت والبعث - ميساتو كاتسوراغي
- نهاية إيفانجيليون - ميساتو كاتسوراغي
- إيفانجيليون: 1.0 أنت (لست) وحيدا - ميساتو كاتسوراغي
- إيفانجيليون: 2.0 أنت (لا) تستطيع التقدم - ميساتو كاتسوراغي
- إيفانجيليون: 3.0 أنت (لا) تستطيع الإعادة - ميساتو كاتسوراغي
- إيفانجيليون: 3.0+1.0 - ميساتو كاتسوراغي
- فيلم سيلور مون R - أوساغي تسوكينو/سيلور مون
- فيلم سيلور مون S: اجتماع سيلور غارديانز التسع! معجزة بلاك دريم هول - أوساغي تسوكينو/سيلور مون
- سيلور مون SuperS - أوساغي تسوكينو/سيلور مون
- سيلور مون إترنال - أوساغي تسوكينو/سيلور مون
- فيلم بوكيمون 2000: قوة الإتحاد - مارين
- ستاند باي مي دورايمون - والدة نوبيتا نوبي
- ستاند باي مي دورايمون 2 - والدة نوبيتا نوبي
- ون بيس ستامبيد - بوا هانكوك
- الرحلة - هند
- جوجوتسو كايسن 0 - مي مي

## أدوارها في ألعاب الفيديو
- ون بيس: بيرنينغ بلاد - بوا هانكوك
- كاثرين - كاثرين مكبرايد
- جاي-ستارز فيكتوري فرسس - بوا هانكوك
- دانغانرونبا 2: غودباي ديسبير - بيكو بيكوياما
- نيون جينيسيس إيفانجيليون - ميساتو كاتسوراغي
- نيون جينيسيس إيفانجيليون: سكند إمبريشن - ميساتو كاتسوراغي
- البدلة المتنقلة جاندام سيد ديستني: جينيريشن أوف كوزميك إيرا - مارو رامياس
- دراغون كويست سوردز - الملكة كيرتانا
- سلسلة ألعاب سيلور مون
  - سيلور مون (سوبر فاميكوم) - أوساغي تسوكينو/سيلور مون

## أدوارها في الدبلجة اليابانية
- حياة والتر ميتي السرية - شيريل ميلهوف

## وصلات خارجية
- كوتونو ميتسويشي على موقع IMDb (الإنجليزية)
- كوتونو ميتسويشي على موقع ميوزك برينز (الإنجليزية)
- كوتونو ميتسويشي على موقع أول موفي (الإنجليزية)
- كوتونو ميتسويشي على موقع أول ميوزيك (الإنجليزية)
- كوتونو ميتسويشي على موقع ديسكوغز (الإنجليزية)
- كوتونو ميتسويشي على موقع قاعدة بيانات الفيلم (الإنجليزية)
- كوتونو ميتسويشي على موقع ANN person (الإنجليزية)